# 강아지를 타고 온 건달들
《강아지를 타고 온 건달들》(Once Upon A Crime...)은 미국에서 제작된 유진 레비 감독의 1992년 코미디, 미스터리 영화이다. 존 캔디 등이 주연으로 출연하였고 디노 드 로렌티스 등이 제작에 참여하였다. 마리오 카메리니의 1960년 이탈리아 코미디 영화 Crimen의 리메이크이다.

## 출연

### 주연
- 존 캔디
- 제임스 벨루시
- 숀 영
- 시빌 셰퍼드
- 리차드 루이스

### 조연
- 오르넬라 무티
- 지안카를로 지아니니

## 기타
- 라인프로듀서: 루치오 트렌티니
- 미술: 피에르 루이지 배질
- 의상: 몰리 맥기니스